# Hofmillerstraße 4 (München)

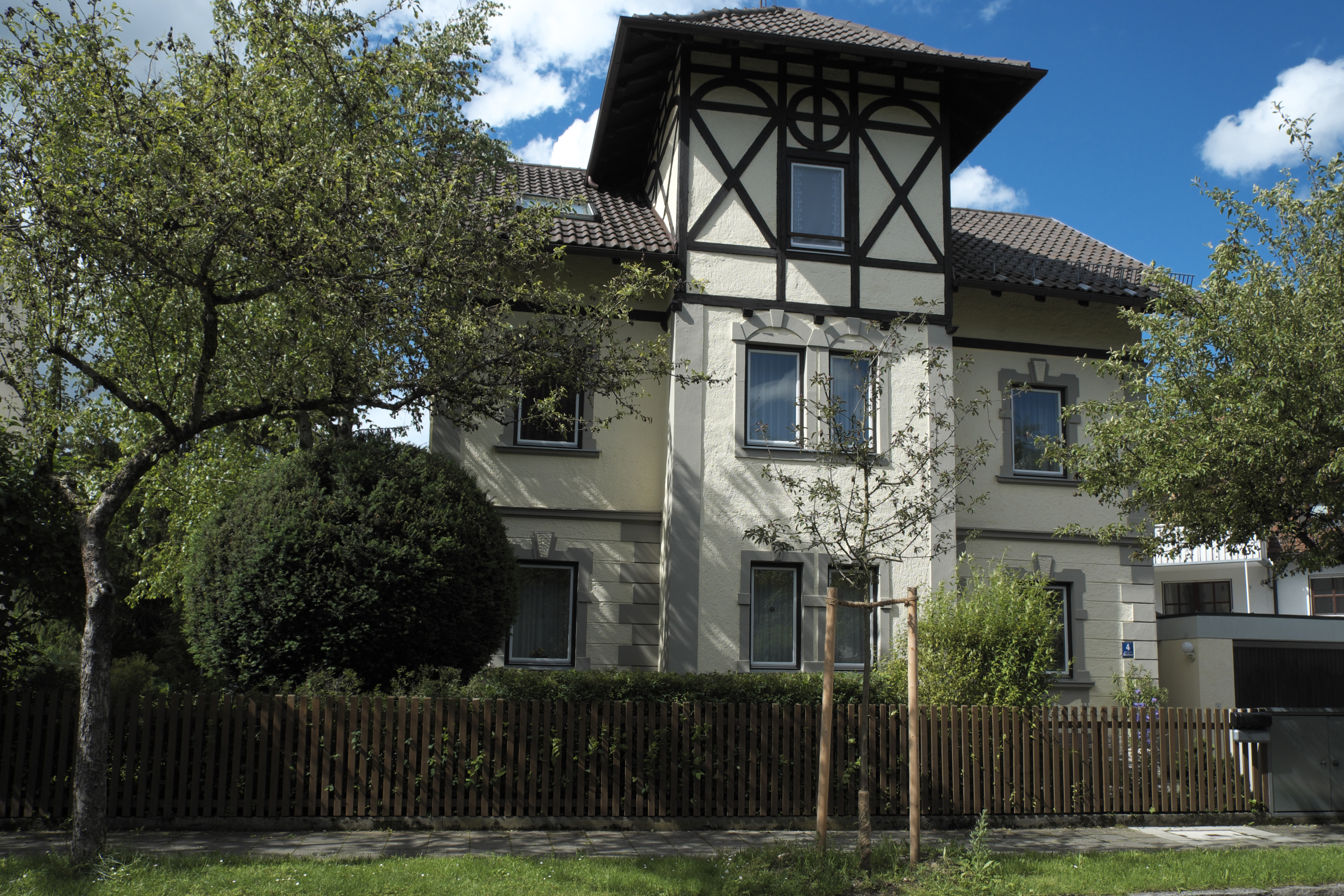
Gebäude Hofmillerstraße 4 in Obermenzing

Das Wohnhaus Hofmillerstraße 4 im Stadtteil Obermenzing der bayerischen Landeshauptstadt München wurde 1900 errichtet. Die Villa an der Hofmillerstraße ist ein geschütztes Baudenkmal.
Die Villa wurde vom Architekten Josef Hörauf erbaut. Der Turm und die Giebel sind mit einer Fachwerkdekoration versehen. Der als Zweifamilienhaus konzipierte Bau besitzt ein abgeschlossenes Treppenhaus.